# أندي هوكينز
أندي هوكينز (بالإنجليزية: Andy Hawkins)‏ هو لاعب كرة قاعدة أمريكي، ولد في 21 يناير 1960 في واكو في الولايات المتحدة.

## وصلات خارجية
- أندي هوكينز على موقعبيزبول رفرنس.كوم (الدوري الرئيسي) (الإنجليزية)
- أندي هوكينز على موقعبيزبول رفرنس.كوم (الدوري الثانوي) (الإنجليزية)